# SIR-systemet
SIR-systemet är en indelning av mikroorganismer (vanligen bakterier) med avseende på deras antibiotikaresistens. Indelningen är i tre steg, S (känslig), I (intermediär), R (resistiv).

## referenser
1. 1 2  ”FASS.se - Produktfakta - Artikel”. web.archive.org. 15 maj 2008. Arkiverad från originalet den 15 maj 2008. https://web.archive.org/web/20080515211924/http://www.fass.se/LIF/produktfakta/fakta_lakare_artikel.jsp?articleID=18332. Läst 9 augusti 2024.